# Nelson W. Aldrich
Nelson Wilmarth Aldrich, född 6 november 1841 i Foster, Rhode Island, död 16 april 1915 i New York, var en amerikansk republikansk politiker. 
Han representerade delstaten Rhode Island i båda kamrarna av USA:s kongress, först i representanthuset 1879-1881 och sedan i senaten 1881-1911. Som en ledande republikansk politiker runt sekelskiftet 1900, inte minst inom finanspolitiken, blev han känd som "General Manager of the Nation".

## Biografi
Aldrich var verksam inom affärslivet i Providence och han tjänstgjorde i Rhode Islands nationalgarde under amerikanska inbördeskriget. Han gifte sig sedan 1866 med Abigail Pearce Truman Chapman, en förmögen kvinna med ett imponerande släktträd.
Aldrich blev invald i representanthuset i kongressvalet 1878 och han omvaldes två år senare. Senator Ambrose Burnside avled 1881 i ämbetet och efterträddes av Aldrich. Han var ordförande i senatens finansutskott 1899-1911. Han efterträddes 1911 som senator av Henry F. Lippitt.
Aldrich var frimurare av engelsk härkomst. Hans grav finns på Swan Point Cemetery i Providence. 
Dottersonen Nelson Rockefeller var New Yorks guvernör 1959-1973 och USA:s vicepresident 1974-1977.